# 洪佳林
洪佳林（1961年—），男，汉族，中华人民共和国数学家，中国科学院数学与系统科学研究院研究员、博士生导师，第十一、十二届全国政协委员，主要工作领域为计算数学与应用数学，研究方向为动力系统保结构算法理论与应用，包括确定与随机哈密尔顿系统辛几何算法、确定与随机哈密尔顿偏微分方程的多辛几何算法、李群算法以及确定与随机微分系统的守恒型算法等。

## 生平
1994年加入中国国民党革命委员会，曾任民革中央委员，民革北京市委常委，民革中国科学院委员会主委。
曾任中国科学院数学与系统科学研究院院长助理。2007年，当选中国科学院工会副主席。2008年，当选第十一届全国政协委员。2008年担任中国科学院数学与系统科学研究院副院长。
2013年，当选第十二届全国政协委员。，代表中国国民党革命委员会，分入第四组。
2018年1月，当选第十三届全国政协委员。

## 学术贡献
在国内外学术期刊上发表研究论文70余篇。